# Baranawitschy

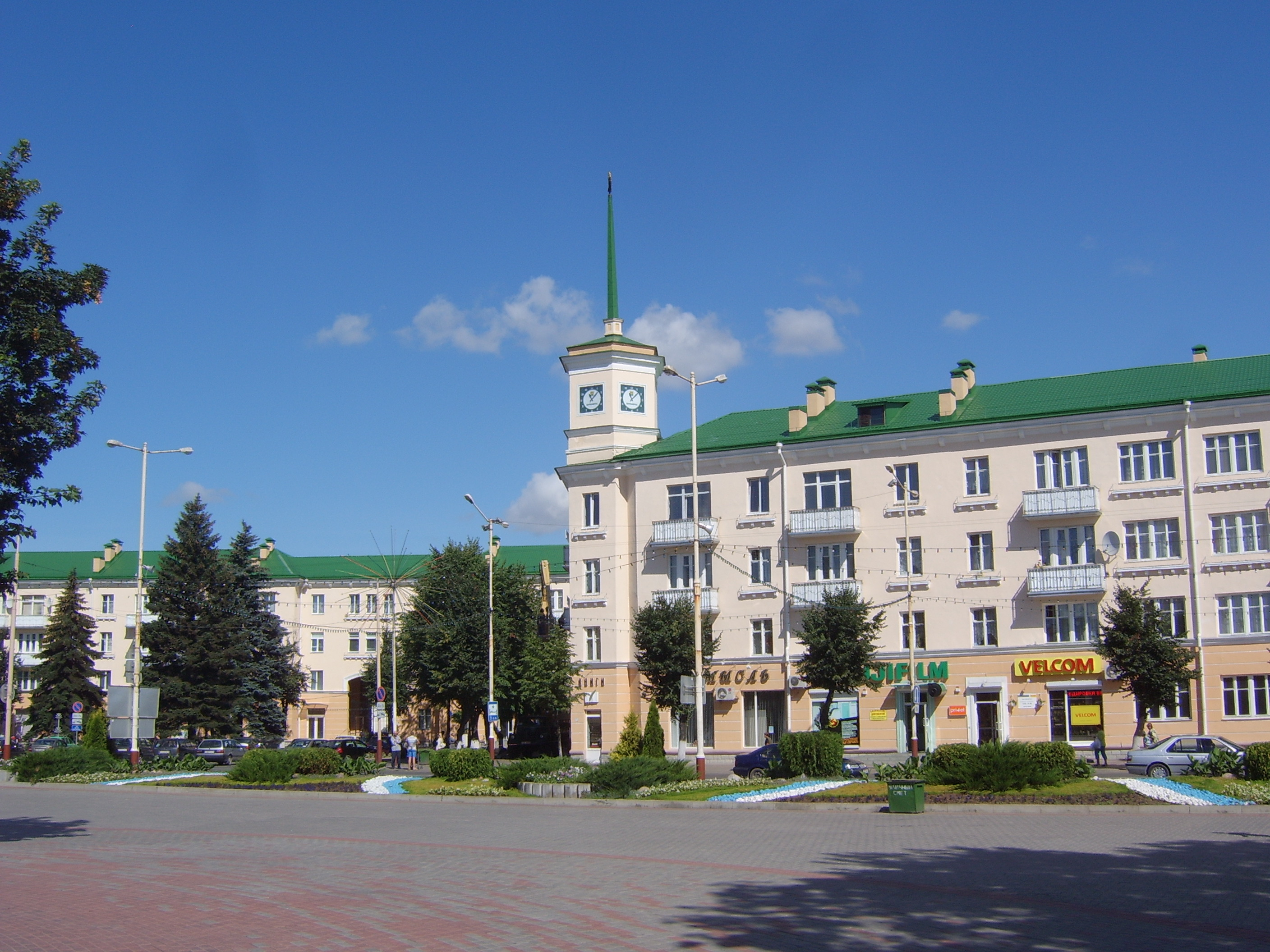
Uhrenturm

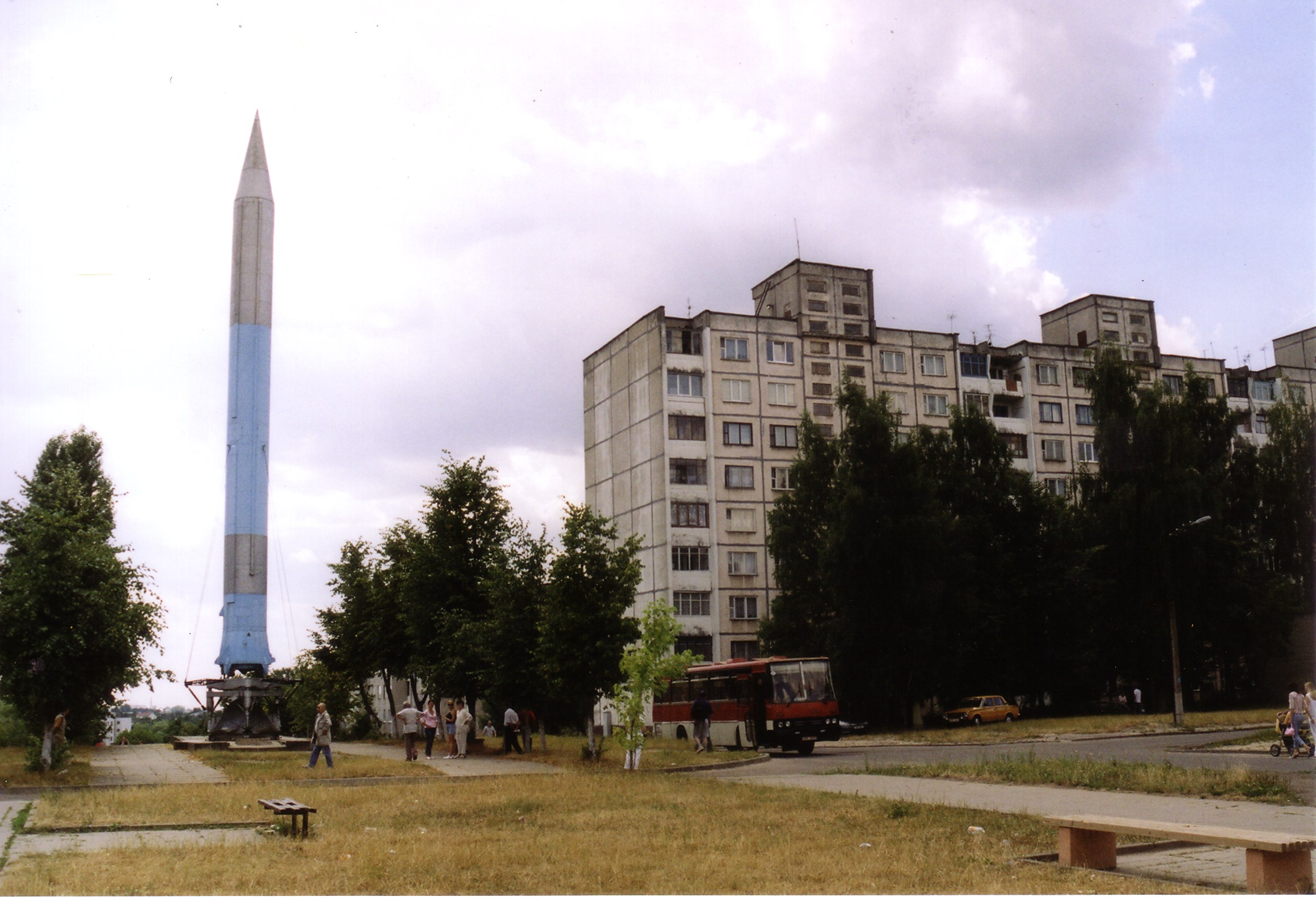
Ein Denkmal mit einer Mittelstreckenrakete vom Typ R-12 (SS-4)

Baranawitschy bzw. Baranowitschi (belarussisch Баранавічы Baranawitschy, russisch Барановичи Baranowitschi, polnisch Baranowicze, deutsch Baronenwald) ist eine Stadt mit 168.900 Einwohnern (2009) im Westen von Belarus in der Breszkaja Woblasz an der Ost-West-Hauptverkehrsachse des Landes, Zentrum des Rajons Baranawitschy.

## Geschichte
Baranawitschy entstand in den 1870er Jahren als wichtiger Eisenbahnknotenpunkt (offizielles Gründungsjahr: 1871) im westlichen Teil des Russischen Reichs und verfügt bis heute über zwei Bahnhöfe für den Regional- und Fernverkehr (Baranawitschy Zentralnyje; Baranawitschy Palesskije). Zu Beginn des Ersten Weltkrieges befand sich in Baranawitschy das Hauptquartier des russischen Generalstabes, von dem aus die Operationen der russischen Armee im ersten Kriegsjahr befehligt wurden. Nach dem Großen Rückzug im Spätsommer 1915 lag die Stadt an der Front. Im Juni 1916 wurde die weitere Umgebung der Stadt im Zusammenhang mit der Schlacht von Baranowitschi vom 2. bis 29. Juli Schauplatz einer der größten Schlachten des Krieges (Сражение под Барановичами), die innerhalb weniger Tage fast 100.000 Soldaten das Leben kostete. Zwischen den Weltkriegen gehörte die Stadt zur polnischen Woiwodschaft Nowogródek und wurde bis zum Zweiten Weltkrieg mehrheitlich von Polen und Juden bewohnt.

### Deutsche Besatzungszeit

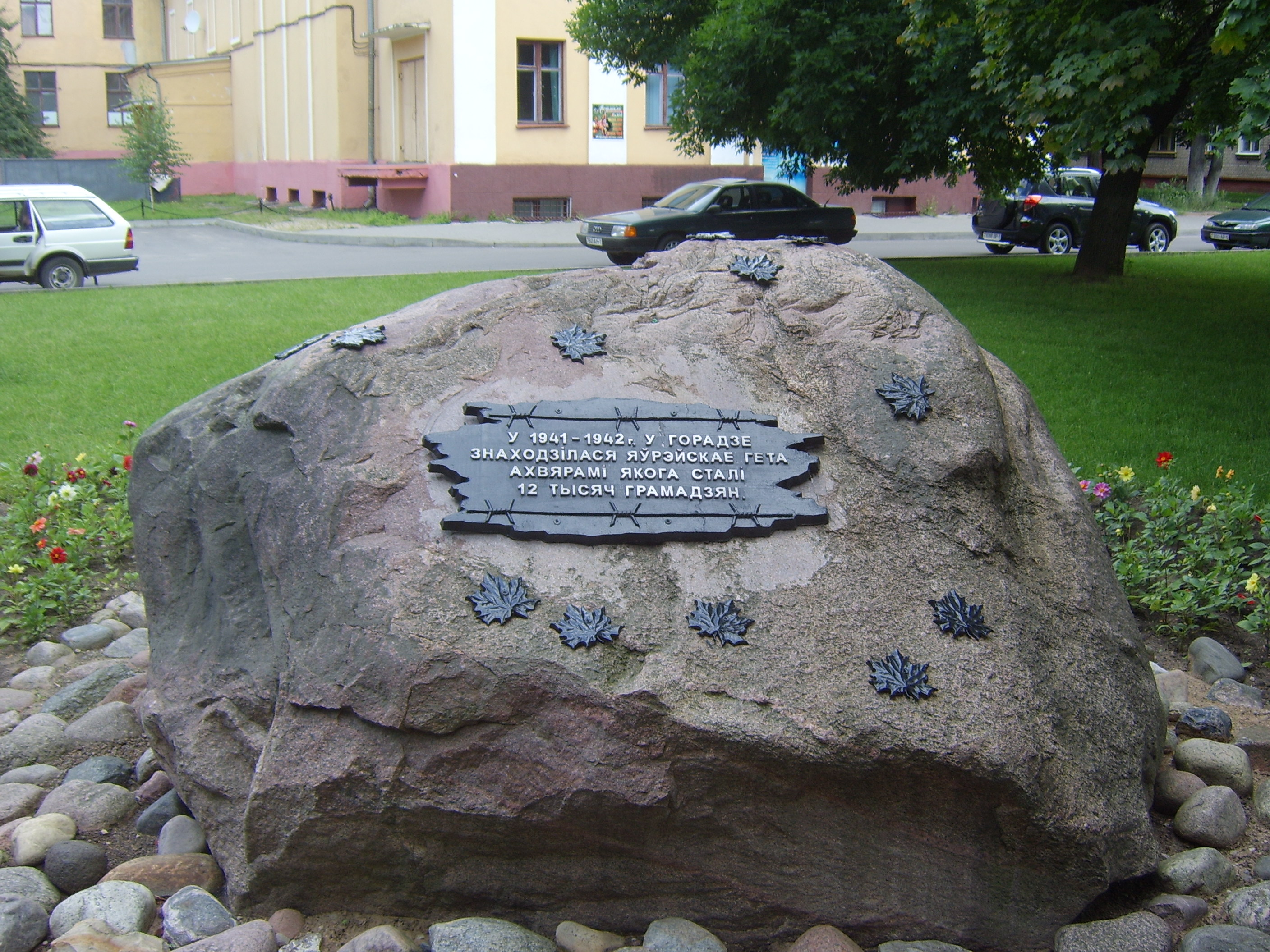
Denkmal für die ermordeten Juden vor dem Eingang des Ghettos

Im Unterschied zu umliegenden Gemeinden konnten die meisten Juden in Baranawitschy trotz einiger Massenerschießungen das Jahr 1941 überleben, weil in der Stadt Arbeitskräfte benötigt wurden. Unmittelbar nach Beginn der deutschen Besatzung wurden die Juden in ein Ghetto umgesiedelt, das im Dezember 1941 mit drei Reihen Stacheldraht umzäunt und somit zu einem Sammellager für Deportationen umfunktioniert wurde. Es standen lediglich sechzig Häuser für 12.000 bis 15.000 Personen zur Verfügung. Die Lebensmittelversorgung war unzureichend. Die beschäftigten Zwangsarbeiter erhielten nicht mehr als 200 Gramm Brot am Tag und ein Kilogramm Grütze im Monat. Aufgrund der schlechten hygienischen Zustände kam es zu einer Typhusepidemie, die von den Besatzern geheim gehalten und erfolgreich bekämpft werden konnte. Die Angst vor der Ausbreitung von Seuchen gilt als wichtiger Impuls für den Generalkommissar Wilhelm Kube, die Wiederaufnahme von Massenmorden im Frühjahr 1942 zu befehlen. Am 3. und 4. März wurde das Ghetto von Angehörigen der Sicherheitspolizei unter Leitung des Kommandeurs der SD Baranawitschy umstellt, die über 2.000 Menschen vor die Stadt transportierten, um sie zu erschießen. Zuvor wurden durch das Arbeitsamt sogenannte Lebensscheine an ungefähr 4.000 Juden ausgeteilt, die aufgrund ihrer Arbeitskraft benötigt und daher vorerst verschont wurden. Dazu gehörten 32 jüdische Ärzte des örtlichen Krankenhauses. Sie durften zunächst mit ihren Familien außerhalb des Ghettos wohnen, wurden jedoch im Frühjahr 1942 durch belarussische Ärzte aus dem Baltikum ersetzt, worauf jene entlassen, ins Ghetto geschickt und später ermordet wurden. Unmittelbar im Anschluss an die „Aktion Sumpffieber“ unter Leitung von SS-Obergruppenführer Friedrich Jeckeln wurden vom 22. September bis zum 1. Oktober 1942 im Ghetto Baranawitschy zwischen 3.000 und 7.000 Menschen ermordet. 3.000 stark benötigte Fachkräfte wurden am Leben gelassen. Im Dezember 1942 wurde das Ghetto liquidiert und die dort verbliebenen 3.000 Juden erschossen oder in Gaswagen ermordet. Insgesamt wurden in der Stadt zwischen 8.500 und 14.000 Menschen ermordet. Hugo Armann, Hauptfeldwebel einer Einheit zur Organisation von Heimat-Urlaubstransporten, rettete im September 1942 zwei jüdische Menschen, indem er sie in seinem Haus versteckte und nach einigen Tagen mit Hilfe eines polnischen Partisanen das Abtauchen zu den Partisanen ermöglichte. Für diese Rettungstat wurde er im September 1985 als „Gerechter unter den Völkern“ von Yad Vashem geehrt.
In Baranawitschy bestand das Kriegsgefangenenlager 410, Baranowitschi, für deutsche Kriegsgefangene des Zweiten Weltkriegs. Als Bürgermeister der Stadt wurde Jury Sabaleuski von den deutschen Besatzern ernannt, bis er im Herbst 1942 durch Aljaksandr Ruzak ersetzt wurde.

### Nachkriegszeit
Baranawitschy war nach dem Zweiten Weltkrieg zunächst Gebietshauptstadt der gleichnamigen Baranawizkaja Woblasz, gehört nach einer administrativen Neugliederung heute aber zur Breszkaja Woblasz.

## Wappen
Beschreibung: Das goldgerandete Wappen ist in Rot und Grün geteilt. Oben eine goldene Lokomotive einer Zahnradbahn mit drei gekuppelten Rädern und drei Schornsteine auf dem Kessel und unten ein goldener verknappter halber Zahnkranz.

## Kultur und Sehenswürdigkeiten
Zu den Sehenswürdigkeiten der Stadt zählt die alte orthodoxe Kirche (Свято-Покровский собор), in der sich ein Mosaik des Petersburger Meisters W. Frolow befindet. Dieses Mosaik war ursprünglich für die orthodoxe Newski-Kirche in Warschau bestimmt. Als die Kirche auf Beschluss der polnischen Regierung im Jahre 1920 jedoch abgerissen wurde, konnten Teile des Mosaiks gerettet und nach Baranawitschi ausgelagert werden, wo sie in der nach einem Brand (1921) neu errichteten Kirche angebracht wurden.
Unweit der orthodoxen Kirche befindet sich eine katholische Holzkirche, die Kreuzerhöhungskirche (Костел Воздвижения Святого Креста).
Die um 1900 erbaute Synagoge überstand den Zweiten Weltkrieg, wurde danach aber zu einem Wohnhaus umgebaut.
Im Dezember 2009 wurde im Norden der Stadt eine Eislaufhalle (Ледовый дворец) eröffnet.
Museen: Freilicht-Eisenbahnmuseum, Heimatmuseum.
Das Denkmal einer Mittelstreckenrakete vom Typ R-12 (SS-4) (siehe Abbildungen) existiert nicht mehr.

## Wirtschaft und Infrastruktur
Wichtige Wirtschaftszweige sind vor allem Leichtindustrie, Maschinenbau und Lebensmittelproduktion.

### Bildungswesen
Baranawitschy verfügt seit 2004 über eine eigene Universität, die Staatliche Universität Baranawitschy, welche aus verschiedenen Fachschulen hervorgegangen ist. Neben den Fakultäten für Pädagogik, Fremdsprachen, Wirtschaft & Recht und Ingenieurwesen bestehen Abteilungen für Weiterbildung, Fernstudium und Vorbereitung auf die Uni. Die Universität bietet sowohl Präsenz- als auch Fernstudium an. Der Hauptcampus befindet sich in einer ehemaligen Kaserne, am Rand der Stadt wird jedoch ein neuer Campus gebaut. Auch wenn die meisten Namensschriftzüge belarussisch sind, so ist doch Russisch die dominierende Sprache der Universität. Universitätspartnerschaften pflegt die Universität vor allen Dingen zu Universitäten aus dem GUS-Raum.

### Verkehr
Baranawitschy hat einen eigenen Autobahnanschluss an der Autobahn „M1“ Brest–Minsk. Daneben ist die Stadt Bahnknotenpunkt an den Strecken Warschau–Minsk–Moskau und Vilnius–Riwne–Kiew.
Im Süden der Stadt gibt es den Militärflugplatz Baranawitschy, der von belarussischen und russischen Streitkräften genutzt wird.

### Militär
Siehe: Militärflugplatz Baranawitschy

## Söhne und Töchter der Stadt
- Kamilla Kruschelnizkaja (1892–1937), katholische Dissidentin
- Maja Berezowska (1898–1978), polnische Malerin, Grafikerin, Karikaturistin und Bühnenbildnerin
- Alexandra Sorina (1899–1973), russische Schauspielerin
- Józef Hermanowicz (1929–2018), polnischer Politiker
- Lidia Korsakówna (1934–2013), polnische Schauspielerin
- Mieczysław Mąkosza (* 1934), Chemiker
- Walerija Nowodworskaja (1950–2014), russische Politikerin, Publizistin und Menschenrechtlerin
- Uladsimir Soltan (1953–1997), Komponist
- Sergei Loznitsa (* 1964), ukrainischer Filmregisseur
- Wiktoryja Kolb (* 1993), Leichtathletin
- Andrej Tschuryla (* 1993), Leichtathlet
- Karyna Dsjamidsik (* 1999), Leichtathletin

## Städtepartnerschaften
Baranawitschy listet folgende 23 Partnerstädte auf:
| Stadt                                | Land                                       | seit |
| ------------------------------------ | ------------------------------------------ | ---- |
| Biała Podlaska                       | Lublin, Polen                              | 2001 |
| Čačak                                | Moravica, Serbien                          | 2013 |
| Chibi, Xianning                      | Hubei, Volksrepublik China                 | 1997 |
| Ferrara                              | Emilia-Romagna, Italien                    | 1998 |
| Gdynia                               | Pommern, Polen                             | 1993 |
| Heinola                              | Päijät-Häme, Finnland                      | 1978 |
| Jeisk                                | Krasnodar, Russland                        | 2011 |
| Jelgava                              | Semgallen, Lettland                        | 2003 |
| Kaliningrad                          | Russland                                   | 2007 |
| Karlowo                              | Plowdiw, Bulgarien                         | 1999 |
| Kineschma                            | Iwanowo, Russland                          | 2002 |
| Konyaaltı                            | Antalya, Türkei                            | 2007 |
| Magadan                              | Dalnewostotschny Federalny Okrug, Russland | 2018 |
| Mytischtschi                         | Moskau, Russland                           | 2000 |
| Nacka                                | Stockholm, Schweden                        | 2005 |
| Nowowolynsk                          | Wolyn, Ukraine                             | 2003 |
| Poltawa                              | Ukraine                                    | 2010 |
| Šiauliai                             | Litauen                                    | 2001 |
| Solnzewo, Moskau                     | Russland                                   | 2007 |
| Stockerau                            | Niederösterreich, Österreich               | 1989 |
| Powiat Sulęciński                    | Lebus, Polen                               | 2009 |
| Thừa Thiên Huế                       | Vietnam                                    | 2007 |
| Tyresö                               | Stockholm, Schweden                        | 2008 |
| Wassiljewski-Insel, Sankt Petersburg | Russland                                   | 1998 |